# NGC 835
NGC 835 ist eine Balken-Spiralgalaxie mit aktivem Galaxienkern vom Hubble-Typ SBab im Sternbild Walfisch südlich der Ekliptik. Sie ist schätzungsweise 182 Millionen Lichtjahre von der Milchstraße entfernt und hat einen Durchmesser von etwa 70.000 Lichtjahren. Die Galaxie ist das hellste Mitglied der NGC 835-Gruppe (LGG 49).

Gemeinsam mit NGC 833, NGC 838 und NGC 839 bildet sie eine Galaxiengruppe, die als Hickson Compact Group (HCG) 16 (Arp 318) katalogisiert ist. 
Halton Arp gliederte seinen Katalog ungewöhnlicher Galaxien nach rein morphologischen Kriterien in Gruppen. Diese Galaxiengruppe gehört zu der Klasse Gruppen von Galaxien.
Das Objekt wurde am 28. November 1785 vom deutsch-britischen Astronomen William Herschel entdeckt.

## NGC 835-Gruppe (LGG 49)
| Galaxie  | Alternativname | Entfernung/Mio. Lj |
| -------- | -------------- | ------------------ |
| NGC 835  | PGC 8228       | 172                |
| NGC 833  | PGC 8225       | 173                |
| NGC 838  | PGC 8250       | 172                |
| NGC 839  | PGC 8254       | 173                |
| NGC 848  | PGC 8299       | 178                |
| NGC 873  | PGC 8692       | 179                |
| PGC 7806 | MCG -02-06-019 | 173                |